# Municipio de Elk (condado de Chester)
El municipio de Elk (en inglés: Elk Township) es un municipio ubicado en el condado de Chester en el estado estadounidense de Pensilvania. En el año 2000 tenía una población de 1.485 habitantes y una densidad poblacional de 56.1 personas por km².

## Geografía
El municipio de Elk se encuentra ubicado en las coordenadas 39°43′30″N 75°51′59″O / 39.72500, -75.86639.

## Demografía
Según la Oficina del Censo en 2000 los ingresos medios por hogar en la localidad eran de $60 380 y los ingresos medios por familia eran de $70 104. Los hombres tenían unos ingresos medios de $46 635 frente a los $30 179 para las mujeres. La renta per cápita de la localidad era de $24 604. Alrededor del 3,8% de la población estaba por debajo del umbral de pobreza.